# Mathuedoï de Poher
Mathuedoi, Mathedoi o Matuedus (mort vers 930), fou comte de Poher; algunes fonts parlen de va succeir al seu pare Arnald de Poher, però l'anterior comte documentat del Poher abans de Mathuedoi era un Judicael, del qual no se sap quina relació tenia i que apareix en un diploma del 871.
Matuedus estava casat amb una filla d'Alan I de Bretanya, a la mort del qual el 907 va reclamar la successió o almenys es va embolicar en les lluites pel poder que van seguir entre Rudalt, comte de Vannes, i fill del difunt, i el comte (o vescomte) de Cornualla, Gurmhailon o Gourmaelon els drets del qual no s'esmenten. Aquest darrer va aprofitar la situació per agafar el control del govern però no el títol reial. Com que no tenia autoritat el regne va caure en decadència mentre els normands aprofitaven la situació per assolar el país. Hauria mort a finals del 913 però Mathuedoi no va poder ocupar el seu lloc i fou obligat pels normands a exiliar-se a Anglaterra amb el seu fill Alan vers el 920. Va poder marxar amb tota la família i armament i fou acollit pel rei Athelstan, que li va donar asil. Ja no va deixar mai més Anglaterra i serà el seu fill Alan el que retornarà i recuperarà el poder i es farà amb el tron com a comte expulsant als normands.